# الیمینیشن چیمبر (۲۰۲۵)
رویداد الیمینیشن چمبر ۲۰۲۵ که با نام الیمینیشن چمبر: تورنتو (به انگلیسی: WWE Elimination Chamber: Toronto) نیز تبلیغ می‌شود، یک پی‌پرویوی کشتی حرفه‌ای بود که توسط کمپانی آمریکایی دبلیودبلیوئی تولید شد. این رویداد، پانزدهمین رویداد سالیانه الیمینیشن چمبر است که در روز شنبه ۱ مارس ۲۰۲۵ در تورنتو برگزار شد. این رویداد شامل کشتی‌گیران برندهای راو و اسمک‌داون است. این رویداد حول مسابقه الیمینیشن چمبر است که یک یا دو مسابقه در قفسی با این نام برگزار می‌شود. مسابقه‌ای که در این قفس برگزار می‌شود بر سر کمربند جهانی یا فرصت مسابقه برای آن است.
این رویداد برای دومین بار است که در کانادا برگزار شد (اولین‌بار سال ۲۰۲۳) و برای چهارمین سال متوالی، رویداد الیمینیشن چمبر در کشوری به جز ایالات متحده برگزار شد. هم‌چنین، در ادامه تور بازنشستگی جان سینا، این آخرین حضور او در مسابقه الیمینیشن چمبر بود.

## پس زمینه

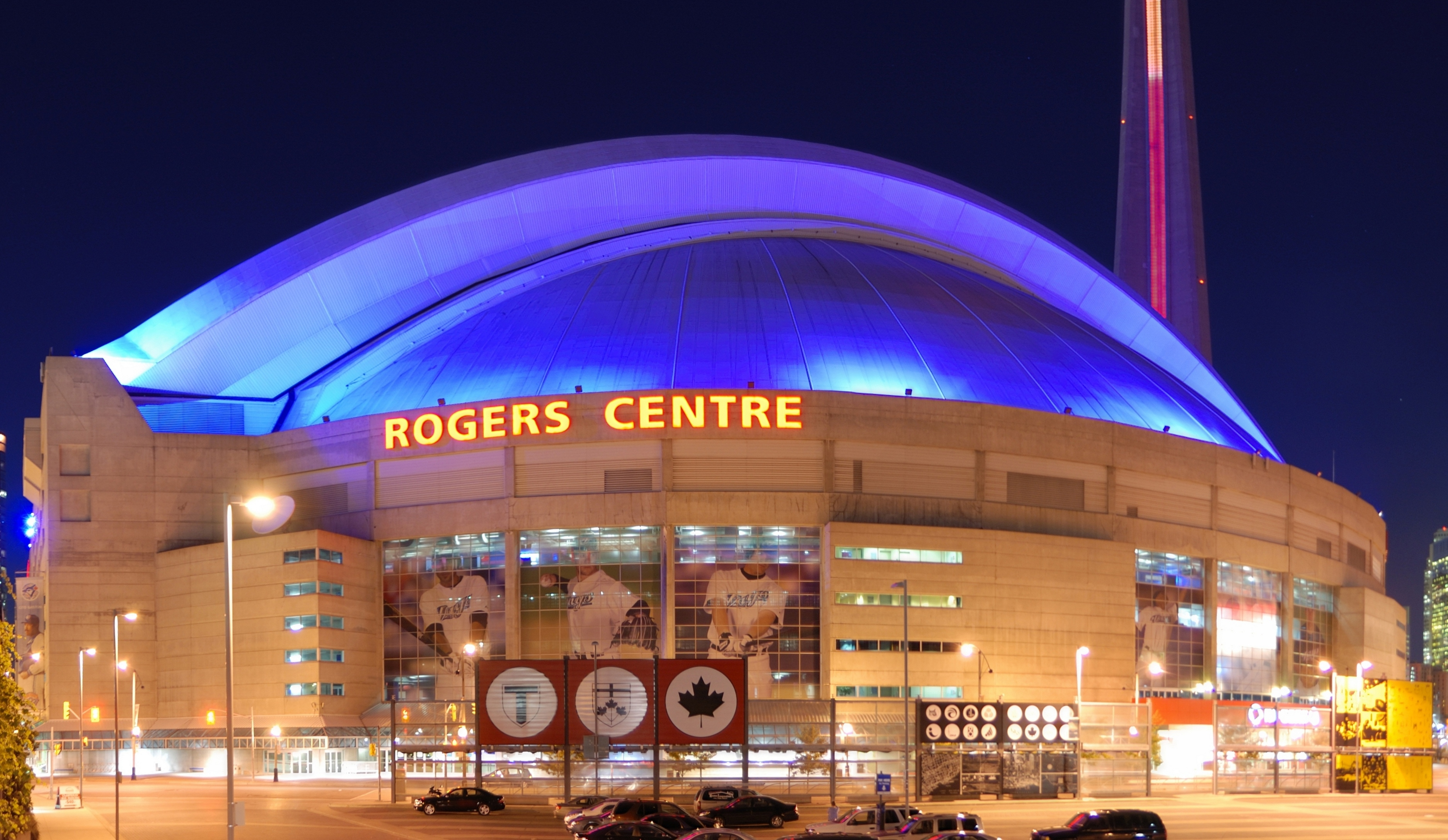
راجرز سنتر در تورنتو ، محل برگزاری این رویداد که بیشتر در سال ۲۰۰۲ نیز محل برگزاری رویداد رسلمنیا ۱۸ بود.

Elimination Chamber یک رویداد کشتی حرفه ای است که برای اولین بار توسط پروموشن آمریکایی WWE در سال ۲۰۱۰ تولید شد. از آن زمان هر سال به جز در سال ۲۰۱۶ معمولاً در ماه فوریه برگزار می‌شود. مفهوم رویداد این است که یک یا دو مسابقه رویداد اصلی در داخل اتاق حذف برگزار می‌شود، که نوعی مسابقه قفس فولادی بر اساس حذف چند نفره است که در آن قهرمانی یا فرصت‌های آینده در مسابقات قهرمانی در خطر است.
در تاریخ ۸ نوامبر ۲۰۲۴ اعلام شد، پانزدهمین رویداد Elimination Chamber با عنوان Elimination Chamber: Toronto، قرار است در روز شنبه، ۱ مارس ۲۰۲۵، در مرکز راجرز در تورنتو ، انتاریو، کانادا برگزار شود و کشتی گیرانی از بخش برند راو و اسمکدان در آن حضور خواهند داشت. این دومین رویداد اتاق حذفی است که پس از سال ۲۰۲۳ در کانادا و چهارمین رویداد متوالی در خارج از ایالات متحده برگزار می‌شود، پس از رویدادهای ۲۰۲۲، ۲۰۲۳ و ۲۰۲۴ که به ترتیب در عربستان سعودی ، کانادا (مونترال) و استرالیا برگزار شد. این اولین رویداد WWE پس از رسلمانیا ۱۸ در سال ۲۰۰۲ است که هنوز به عنوان SkyDome شناخته می‌شد، WWE در مرکز راجرز برگزار می‌شود. این همچنین دومین رویداد Elimination Chamber خواهد بود که زیرنویسی به نام شهر میزبان دارد و هر دو پس از سال ۲۰۲۴ در یک مکان در فضای باز برگزار می‌شود. این رویداد به صورت پرداخت به ازای نمایش در سراسر جهان پخش خواهد شد و برای پخش در Peacock در ایالات متحده، نتفلیکس در اکثر بازارهای بین‌المللی و شبکه WWE در کشورهای باقی مانده که به دلیل قراردادهای قبلی هنوز به نتفلیکس منتقل نشده‌اند، در دسترس خواهد بود. این اولینElimination Chamber است که پس از ادغام شبکه WWE تحت این سرویس در ژانویه ۲۰۲۵ در آن مناطق، به صورت زنده در نتفلیکس پخش می‌شود. Rogers Communications، مالک Rogers Centre، شریک دیرینه WWE و شرکت مادر آن TKO بوده است، که از سال ۲۰۱۴ تا ۲۰۲۴ شریک پخش و پخش شبکه WWE در کانادا بوده است، و به عنوان شریک پخش کانادایی هنرهای رزمی ترکیبی تحت مالکیت شرکت WWE یواف‌سی [UFC's Fighting Championships] Ultimate Fighting [UFC's Championships]. در سال ۲۰۱۱ و از سال ۲۰۱۳، این رویداد به عنوان «بدون فرار» در آلمان تبلیغ شد زیرا بیم آن می‌رفت که نام «اتاق حذف» ممکن است مردم را به یاد اتاق‌های گاز مورد استفاده در هولوکاست بیاندازد.

###### داستان‌ها
این رویداد شامل مسابقاتی خواهد بود که از خط داستانی فیلمنامه‌ای حاصل می‌شوند. نتایج توسط نویسندگان دبلیو دبلیو ای در برندهای راو و اسمک دان از پیش تعیین شده است، در حالی که خطوط داستانی در برنامه‌های تلویزیونی هفتگی دبلیو دبلیو ای هفتگی راو و اسمک دان تولید می‌شوند.
در ۶ جولای ۲۰۲۴،  مانی این د بنک، جان سینا رسماً اعلام کرد که در پایان سال ۲۰۲۵ از کشتی حرفه ای بازنشسته خواهد شد، زیرا از سال ۲۰۰۲ برای WWE کشتی گرفته است (البته از سال ۲۰۱۸ به صورت نیمه وقت). سینا همچنین اظهار داشت که در Elimination Chamber که آخرین رویداد Elimination Chamber او خواهد بود، شرکت خواهد کرد. سینا پس از باخت در مسابقه رویال رامبل در رویال رامبل ۲۰۲۵، در طول نمایش پس از این رویداد، اعلام کرد که در مسابقه حذفی چمبر مردان شرکت خواهد کرد زیرا این آخرین بار است که در فرصتی برای رقابت برای قهرمانی جهان در رویداد اصلی رسلمنیا خواهد بود. روز بعد، مدیر کل راو، آدام پیرس، اعلام کرد که مسابقات مقدماتی شب بعد در راو آغاز خواهد شد. سی ام پانک اولین مسابقه مقدماتی را با شکست دادن سمی زین به دست آورد. نقطه سوم در قسمت ۷ فوریه اسمکدان تعیین شد، جایی که درو مکینتایر جیمی اوسو و ال ای نایت را در یک مسابقه سه‌ نفره شکست داد. نقطه چهارم در قسمت ۱۰ فوریه راو مشخص شد، جایی که لوگان پاول ری میستریو را شکست داد. نقطه پنجم در اپیزود ۱۴ فوریه اسمکدان توسط یک مسابقه تهدید سه‌گانه دیگر مشخص شد که در آن دیمین پریست براون استرومن و جیکوب فاتو را شکست داد، در حالی که جایگاه نهایی در قسمت 17 فوریه راو مشخص شد که در آن سث "فریکین" رولینز فین بلر را شکست داد.
در نتیجه جی اوسو برنده رویال رامبل که گانتر را برای مسابقات قهرمانی سنگین‌وزن جهان راو در رسلمنیا ۴۱ به چالش می‌کشد، برنده مسابقه المینیشن چمبر مردان، کودی رودز را برای مسابقات قهرمانی بدون شک WWE اسمکدان در رسلمنیا به چالش می‌کشد.
مسابقات مقدماتی مسابقات حذفی چمبر بانوان نیز در قسمت سوم فوریه راو آغاز شد. لیو مورگان اولین مسابقه مقدماتی را با شکست دادن ایو اسکای به دلیل دخالت ریا ریپلی، قهرمان جهان زنان، برد. نقاط دوم و سوم در قسمت ۷ فوریه اسمکدان مشخص شد، جایی که بیانکا بلر و الکسا بلیس به ترتیب پایپر نیون و کندیس لی ری را شکست دادند. نقطه چهارم در قسمت ۱۰ فوریه راو مشخص شد، جایی که بیلی Lyra Valkyria را شکست داد. نقطه پنجم در قسمت ۱۴ فوریه اسمکدان مشخص شد، جایی که نیومی چلسی گرین را شکست داد، در حالی که آخرین نقطه در قسمت 17 فوریه Raw مشخص شد که در آن روکسان پرز از NXT راکل رودریگز را شکست داد. در نتیجه انتخاب شارلوت فلیر، برنده رویال رامبل برای به چالش کشیدن تیفانی استراتون برای مسابقات قهرمانی زنان دبلیو دبلیو ای اسمکدان در رسلمنیا ۴۱، برنده مسابقه حذفی چمبر زنان، ریا ریپلی
را برای مسابقات قهرمانی زنان راو در رسلمنیا به چالش خواهد کشید.
در ژوئن 2024، تیفانی استراتون و نایا جکس اتحادی را تشکیل دادند. در این مدت، استراتن در مسابقه ای به همین نام در ماه جولای در مسابقه نردبانی مانی این د بنک پیروز شد، در حالی که جکس قهرمانی زنان دبلیو دبلیو ای را در سامراسلم در ماه آگوست به دست آورد. در ماه اکتبر، جکس همچنین با کندیس لی ری اتحاد تشکیل داد. پس از ماه‌ها تمسخر، استراتون بالاخره جکس را روشن کرد و با موفقیت قرارداد Money in the Bank را در قسمت سوم ژانویه اسمک‌دان دریافت کرد و قهرمانی WWE زنان را به دست آورد. در رویال رامبل در 1 فوریه، تالار مشاهیر WWE و تریش استراتوس بومی کانادا وارد مسابقه رویال رامبل شماره 25 شدند و LeRae را فقط برای جکس حذف کردند تا استراتوس را حذف کند. در اپیزود 14 فوریه اسمکدان، جکس یک مسابقه مجدد برای قهرمانی داشت، با این حال، پس از حمله LeRae به Stratton، این مسابقه با پیروزی استراتن به پایان رسید. در ادامه مسابقه، جکس و لی ری به حمله به استراتوس ادامه دادند و استراتوس را که در میان جمعیت بود، تشویق کردند که وارد شود و به استراتن کمک کند. سپس استراتوس پیشنهاد کرد که در Elimination Chamber: Toronto با Stratton هم تیمی شود و یک مسابقه تگ تیمی با حضور تیفانی استراتون و تریش استراتوس در برابر نایا جکس و کندیس لی ری متعاقباً رسمی شد.
در یک پیام ویدئویی که در شبکه اینترنتی ایکس منتشر شد، زین به‌روزرسانی‌ای در مورد مصدومیت خود ارائه کرد و زمانی که از نظر پزشکی برای کشتی گرفتن تایید شد، گفت که برای اونز می‌آید، او پاسخ داد و گفت که امتناع زین از کمک به او در طول مسابقه یک خیانت بود. اوونز همچنین زین را به مسابقه ای در Elimination Chamber دعوت کرد، بدون توجه به اینکه آیا زین از نظر پزشکی مجوز کشتی گرفتن خواهد داشت یا خیر. در اپیزود 17 فوریه راو، زین چالش اونز را برای یک مسابقه پذیرفت، اما مدیر کل راو، آدام پیرس، از رسمی کردن مسابقه امتناع کرد زیرا زین هنوز از نظر پزشکی مجوز کشتی گرفتن نداشت. زین از ترک رینگ امتناع کرد تا اینکه پیرس مسابقه را رسمی کرد. پیرس به زین گفت که نمی تواند مسابقه ای بین این دو را تایید کند. بنابراین، یک مسابقه بدون قانون بین اونز و زین، در کشورشان، کانادا، برای الیمینیشن چیمبر رسمی شد.
در اپیزود 21 فوریه اسمکداون، عضو هیئت مدیره TKO، دواین «راک» جانسون ظاهری ویژه داشت که در آن کودی رودز ، قهرمان بی چون و چرای WWE را صدا زد. راک اظهار داشت که اگرچه سال قبل در رسلمنیا XL مقابل یکدیگر ایستادند، اما از آن زمان با هم دوست شدند. اگرچه راک ، رودز را به خاطر تبدیل شدن به یک قهرمان بزرگ و قهرمان مردم ستایش کرد، اما او دوست داشت رودز قهرمان او شود. راک ادعا کرد که می تواند حرفه رودز را حتی بالاتر ببرد و می تواند هر چیزی را برای رودز ممکن کند و او در Elimination Chamber: Toronto برای دریافت پاسخ رودز حضور خواهد داشت.

## رویداد اصلی الیمینیشن چیمبر مردان
رویداد اصلی مسابقه Elimination Chamber مردان برای تعیین رقیب کودی رودز برای مسابقه برای قهرمانی اندیسپیوتد WWE در رسلمنیا 41 بود. درو مکینتایر و ست "فریکن" رولینز مسابقه را آغاز کردند. مکینتایر بر رولینز تسلط داشت. دیمین پریست به عنوان نفر سوم وارد قفس شد و پس از آن لوگان پاول وارد شد. پس از تسلط پریست، پاول یک مشت بوکسی به پریست زد و او را به زمین زد. رولینز یک سوپرکیک را روی پاول انجام داد. جان سینا به عنوان نفر پنجم وارد قفس شد و حرکات معروف خود را روی حریفان انجام داد. مک‌اینتایر یک ضربه کلیمور کیک فینیشر خود را روی سینا اجرا کرد و ناگهان پریست با رول ناگهانی او را حذف کرد مک اینتایر قبل از رفتن یک ضربه کلیمور یا فینیشر خود را روی پریست اجرا کرد. پاول یک Frog Splash روی پریست اجرا کرد و او را حذف کرد. سی ام پانک آخرین نفر وارد شد. سینا و رولینز درگیر شدند و در انتها پاول اون دو را زد.  پانک روی پاول GTS یا فینیشر خود را اجرا کرد و حذفش کرد. سینا و پانک یک هارت اتک را روی رولینز اجرا کردند. سیناو پانک همدیگر را در آغوش گرفتند. آنها شروع کردند به رد و بدل مشت با سینا که و حرکات خاص همدیگر را بدل میکردند . آنها سپس قبل از اینکه پانک رولینز را بیرون از رینگ بیرون بیاورد، سابمیشن‌ها را مبادله کردند. رولینز سینا را به قفس های شیشه ای یا همان چمبر پاد کوبید. بعد از اینکه پانک از فینشر های رولینز کیک اوت کرد جان به کمک پانک اومد و با یک GTS و یک AA رولینز را حذف کردند. سینا یک Attitude Adjustment و پانک یک GTS روی هم اجرا کردند ولی هیچکدوم قصد تسلیم شدن نداشتن. در پایان، رولینز یکStomp روی پانک  اجرا کرد و به سینا اجازه داد STF را روی پانک که از هوش رفته بود پیاده کند تا پیروز مسابقه شود و در رسلمنیا ۴۱ مسابقه قهرمانی WWE را به دست آورد.
پس از پایان مسابقه، رودز ظاهر شد و با سینا face to faceشد. سپس تراویس اسکات و راک ظاهر شدند و  به رودز و سینا در رینگ پیوستند. راک روح رودز را می خواست، که رودز به آن تن نداد. پس از آن راک به سینا علامت داد و سینا با خشونت به رودز حمله کرد و باعث خونریزی او شد،سپس راک خون رودز را روی کمربندی که زمان مرگ پدر کودی رودز حک شده بود مالید و با سینا و ترویس اسکات از رینگ خارج شدند.
این اولین heel turn جان سینا بعد از سال ۲۰۰۳ بود.

## نتایج
| شماره | نتیجه | نوع مسابقه | مدت زمان |  |
| ۱     | بیانکا بلر پیروز در مقابل لیو مورگان در مقابل الکسا بلیس در مقابل بیلی در مقابل نیومی در مقابل روکسان پرز                    | مسابقه دبلیودبلیوئی الیمینیشن چیمبر برای گرفتن حق مسابقه برای کسب کمربند سنگین وزن زنان دبلیودبلیوئی در رسلمانیا ۴۱                      | ۲۹:۱۵    |  |
| ۲     | تیفانی استراتون و تریش استراتوس پیروز در مقابل نایا جکس و کندیس لی ری                                                        | مسابقه تگ تیم عادی | ۱۱:۴۰    |  |
| ۳     | کوین اوونز پیروز در مقابل سمی زین                                                                                            | مسابقه بدون قانون | ۲۷:۳۵    |  |
| ۴     | جان سینا پیروز در مقابل سی ام پانک در مقابل درو مکینتایر در مقابل لوگان پاول در مقابل دیمین پریست در مقابل سث «فریکن» رالینز | مسابقه دبلیودبلیوئی الیمینیشن چیمبر برای گرفتن حق مسابقه برای کسب کمربند قهرمانی بی چون چرای دبلیودبلیوئی در رسلمانیا ۴۱سابقه بدون قانون | ۳۲:۴۰    |  |